# Megathyrsus
Genre
Synonymes
- section Panicum sect. Maxima Hitchc. & Chase ex Pilg.[2]
- sous-genre Panicum subgen. Megathyrsus Pilg.[2]

Megathyrsus est un genre de plantes monocotylédones de la famille des Poaceae, sous-famille des Panicoideae, originaire de l'Afrique subsaharienne et de la péninsule arabique, qui comprend deux espèces.

## Liste d'espèces
Selon World Checklist of Selected Plant Families (WCSP) (4 juin 2022) :
- Megathyrsus infestus (Andersson) B.K.Simon & S.W.L.Jacobs (2003)
- Megathyrsus maximus (Jacq.) B.K.Simon & S.W.L.Jacobs (2003)